# Bahnhof Mechernich
Der Bahnhof Mechernich ist ein Bahnhof in Mechernich. Er wurde 1865 an der Bahnstrecke Hürth-Kalscheuren–Ehrang (Streckenkilometer 44,1) eröffnet. In unmittelbarer Nähe zum Bahnhof befindet sich ein Busbahnhof. Am Bahnhof halten Züge von DB Regio, die unter der Marke „Vareo“ verkehren. Am Busbahnhof halten die Regionalbuslinien der RVK.

## Geschichte

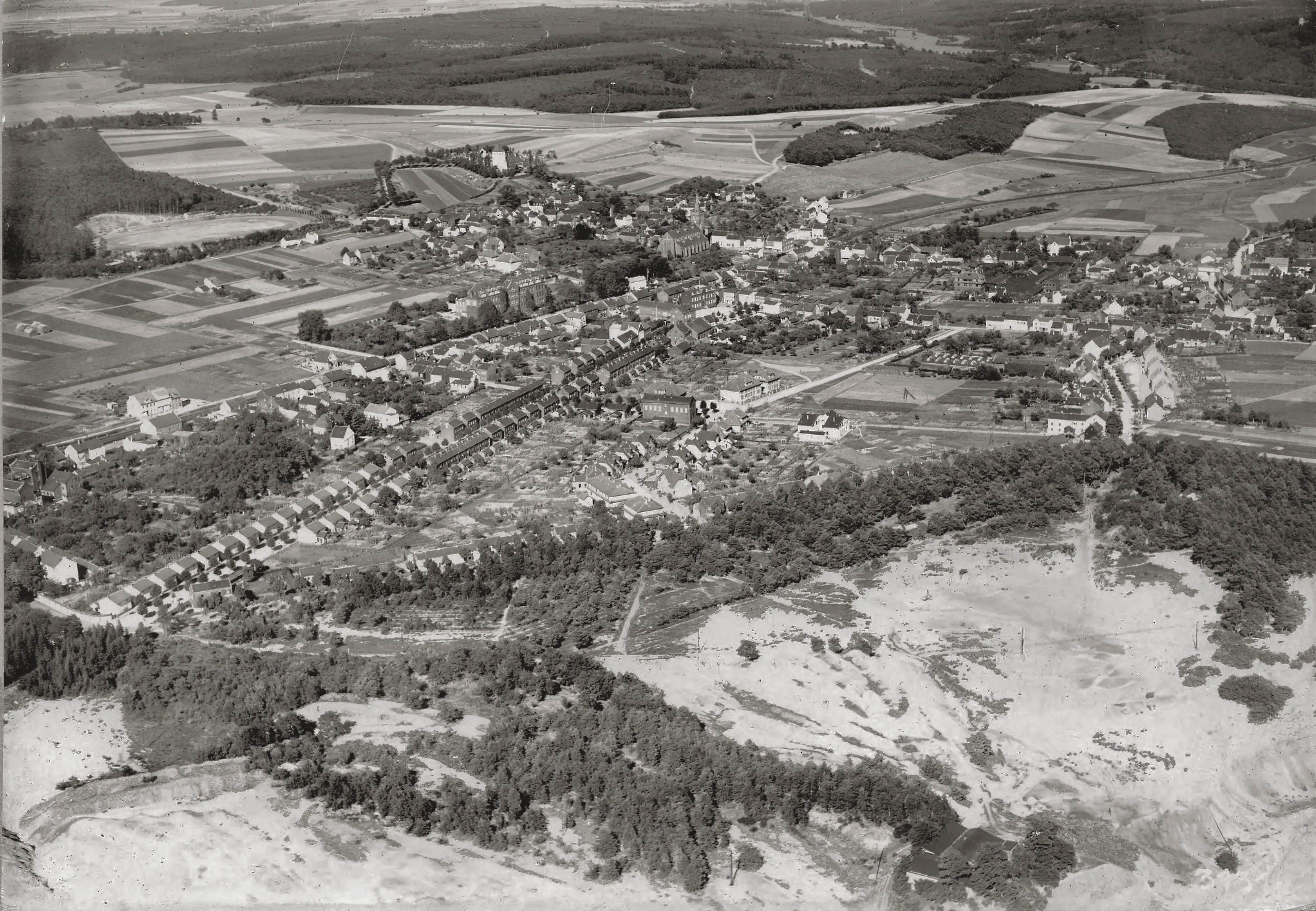
Mechernich 1932 aus der Luft

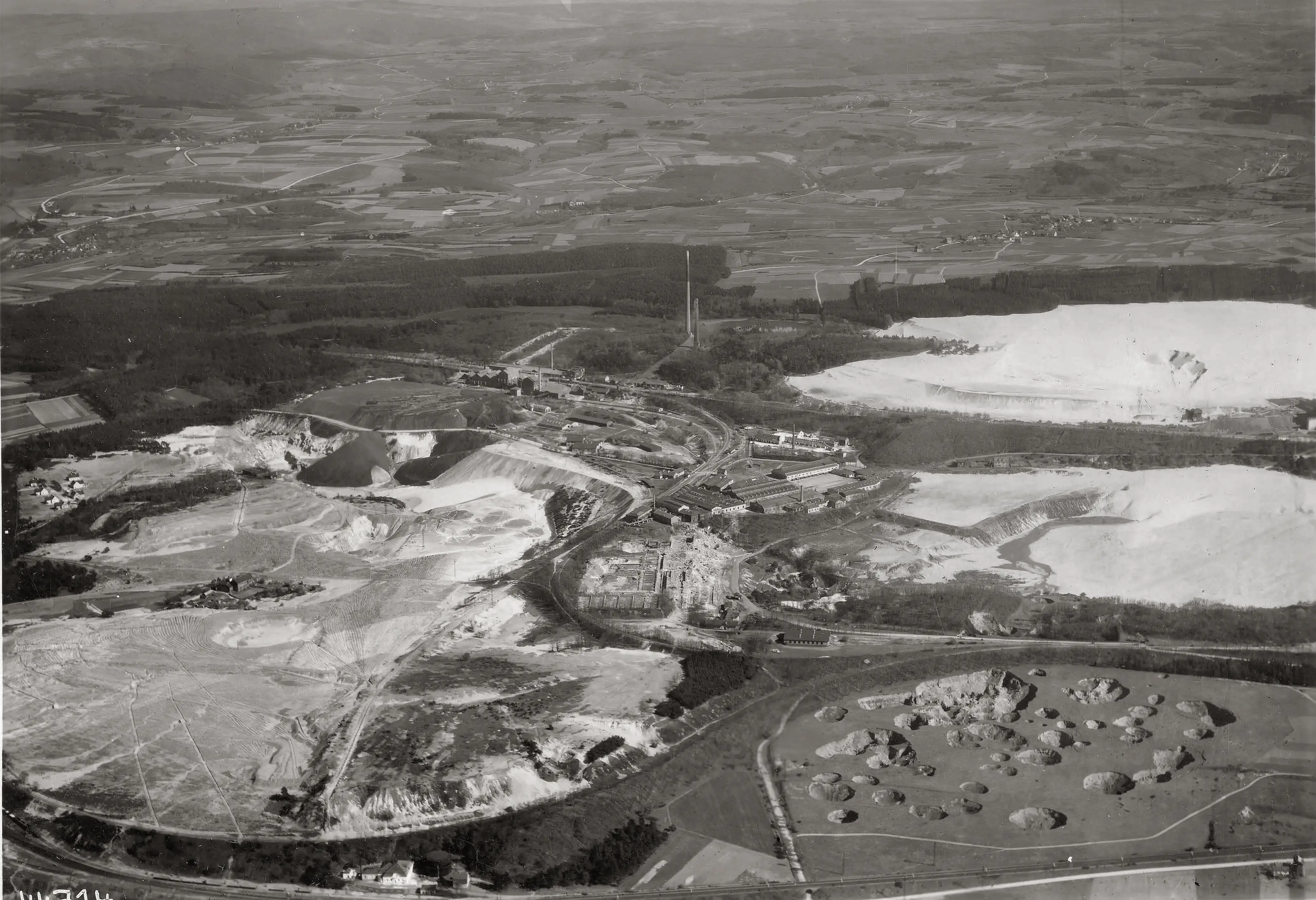
Am Bleibergwerk 1938

Der Bahnhof wurde am 1. Juli 1865 zusammen mit dem Abschnitt von Euskirchen bis Mechernich der Bahnstrecke Hürth-Kalscheuren–Ehrang in Betrieb genommen. Damit erhielt der damalige Kreis Schleiden seinen ersten Bahnanschluss, auch wenn der Bahnhof noch auf dem Gebiet der benachbarten, zum Kreis Euskirchen gehörenden Gemeinde Kommern lag. Zwei Jahre später folgte am 1. September 1867 der nächste Abschnitt von Mechernich bis Kall; bis dahin fungierte der Mechernicher Bahnhof provisorisch als Endbahnhof der Strecke. Er erhielt ein vergleichsweise schmuckloses Empfangsgebäude in einem für die Rheinische Eisenbahn-Gesellschaft typischen schlichten klassizistischen Baustil. Das Gebäude war mit Wartesälen der 1. bis 3. Klasse und einer Bahnhofswirtschaft ausgestattet. Im Laufe der Jahre wurde es den steigenden Anforderungen angepasst und erweitert. Das Gebiet des Bahnhofs kam erst 1959 zur Gemeinde Mechernich, nachdem die Gemeinde Kommern 1956 den Antrag gestellt hatte, den Bahnhof umzubenennen.

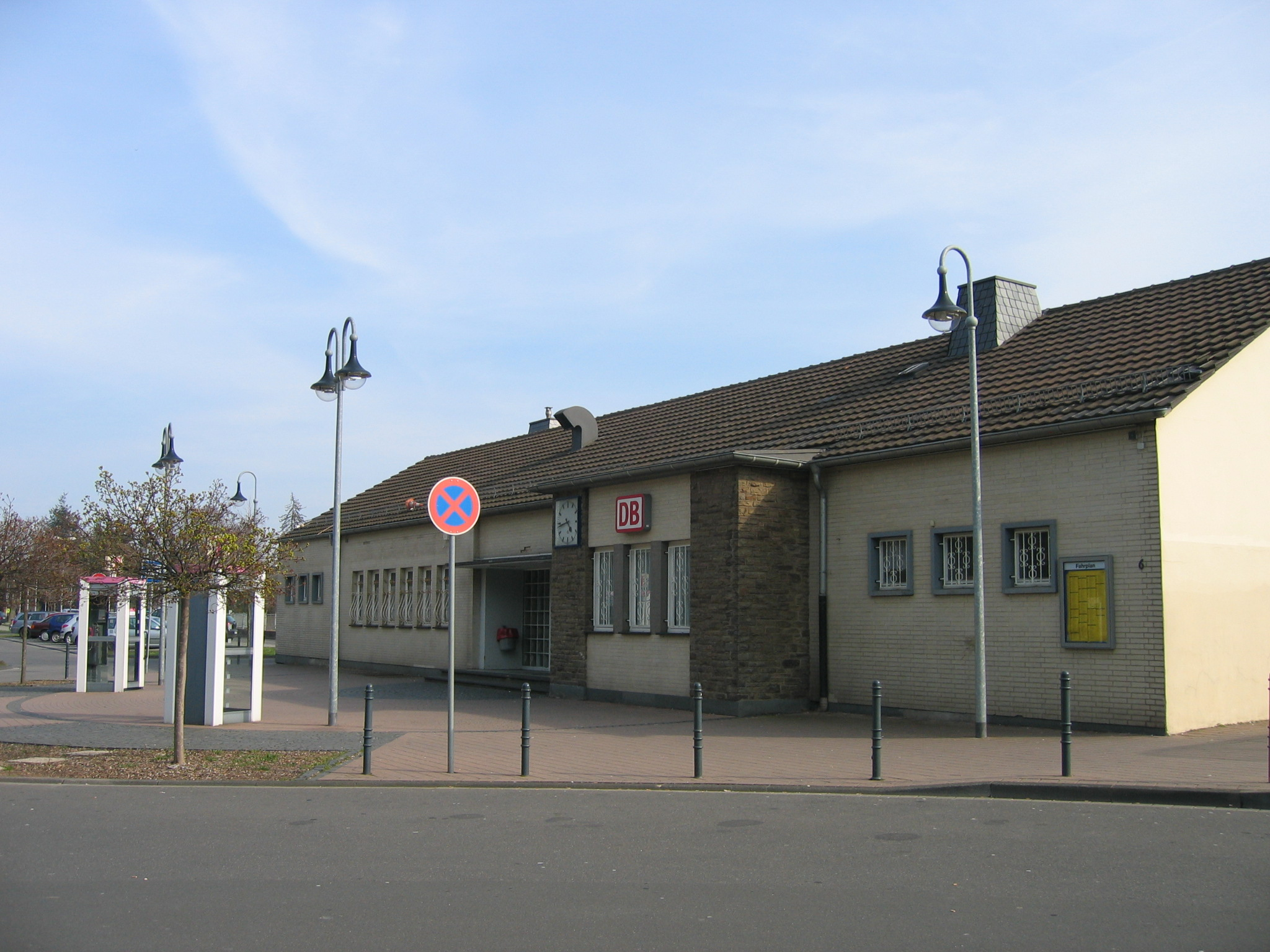
Bahnhof von Mechernich im Jahre 2007

Im Zweiten Weltkrieg wurde das Gebäude wie auch viele andere Bahnhöfe und Abschnitte der Eifelstrecke schwer beschädigt. Der Bahnhof Mechernich erhielt daher, wie beispielsweise auch die Bahnhöfe in Kall und Urft, nach dem Krieg ein neues Empfangsgebäude. Dessen Neubau begann 1961, nach der Fertigstellung 1963 wurde das alte Gebäude abgerissen. 2007 verkaufte die DB AG das Gebäude an einen Mechernicher Busunternehmer, der es in den Jahren 2009 bis 2010 umfassend zur „Gleispassage Mechernich“ umgestalten ließ. Im Inneren wurden die Toiletten barrierefrei ausgebaut sowie ein Kiosk und ein Café/Bäckerei eingerichtet. Im Dezember 2014 wurde die Bahnstrecke unmittelbar vor und hinter dem Bahnhof für eine PKW- und eine Fußgängerunterführung untertunnelt.
Während die seit 2013 eingesetzten Züge eine Einstiegshöhe von 76 cm haben, waren die Bahnsteige in Mechernich niedriger und damit nicht barrierefrei erreichbar.
Zwischen Juni 2020 und Dezember 2021 wurden die Bahnsteige barrierefrei ausgebaut. Im Zuge dieser Maßnahme wurde der bestehende, zwischen Gleis 1 und 2 liegende Zwischenbahnsteig entfernt und durch einen neuen zwischen Gleis 2 und 4 liegenden Mittelbahnsteig ersetzt. Dazu wurde das bisher durchgehende dritte Gleis teilweise entfernt und in ein Stumpfgleis umgewandelt. Die Anzahl der Bahnsteiggleise erhöhte sich durch diese Maßnahme auf drei.
Eine moderne Fußgängerbrücke in Stahlbauweise ersetzt die bisherigen niveaugleichen Reisendenübergänge und schafft zudem eine zusätzliche Verbindung zwischen Nord- und Südseite des Bahnhofes, wo sich auch ein weiterer Pendlerparkplatz befindet. Die Barrierefreiheit wird durch insgesamt drei Aufzugstürme sichergestellt. Die vollständige Eröffnung der Fußgängerbrücke erfolgte am 10. August 2022.

## Linien und Bedienung
Der Bahnhof wird von Zügen der Marke „Vareo“ bedient. Eingesetzt werden Dieseltriebwagen vom Typ Alstom Coradia Lint 54 und 81 (Baureihen 622 und 620). Außerdem halten Regional-, TaxiBus- und in den VRS-Tarif eingebundene Schulbuslinien (siehe ÖPNV-Sonderformen) am Busbahnhof in unmittelbarer Bahnhofsnähe.
| Linie       | Linienverlauf | Taktfrequenz                                       |
| ----------- | --- | -------------------------------------------------- |
| RE 12       | Eifel-Mosel-Express: Köln Messe/Deutz – Köln Hbf – Köln Süd – (Erftstadt – Weilerswist –) Euskirchen (– Mechernich – Kall – Jünkerath – Gerolstein – Bitburg-Erdorf – Trier Hbf) (aufgrund von Hochwasserschäden längerfristig im Schienenersatzverkehr zwischen Kall und Trier Hbf) Stand: Fahrplanwechsel Dezember 2023 | einzelne Zugpaare                                  |
| RE 22 RB 22 | Eifel-Express: Köln Messe/Deutz – Köln Hbf – Köln West – Köln Süd – Erftstadt – Weilerswist – Euskirchen – Mechernich – Kall – Urft (Steinfeld) – Nettersheim – Blankenheim (Wald) – Schmidtheim – Dahlem (Eifel) – Jünkerath – Lissendorf – Oberbettingen-Hillesheim – Gerolstein (Gattungswechsel RE/RB) – Birresborn – Mürlenbach – Densborn – Usch/Zendscheid – St. Thomas – Kyllburg – Bitburg-Erdorf – Hüttingen – Philippsheim – Speicher – Auw an der Kyll – Daufenbach – Kordel – Ehrang – Pfalzel – Trier Hbf (aufgrund von Hochwasserschäden längerfristig im Schienenersatzverkehr zwischen Kall und Gerolstein) Stand: April 2023 | 60 min                                             |
| RB 24       | Eifel-Bahn: Köln Messe/Deutz – Köln Hbf – Köln West – Köln Süd – Hürth-Kalscheuren – Brühl-Kierberg – Erftstadt – Weilerswist – Weilerswist-Derkum – Euskirchen-Großbüllesheim – Euskirchen – Satzvey – Mechernich – Scheven – Kall (– Urft (Steinfeld) – Nettersheim – Blankenheim (Wald) – Schmidtheim – Dahlem (Eifel) – Jünkerath – Lissendorf – Oberbettingen-Hillesheim – Gerolstein) (aufgrund von Hochwasserschäden längerfristig im Schienenersatzverkehr zwischen Kall und Gerolstein) Stand: April 2023 | 60 min (Köln–Kall) einzelne Züge (Kall–Gerolstein) |

Hierzu kommen noch die Buslinien des VRS. Außer der Linie 808 verkehren alle anderen Linien als Schul- oder TaxiBus im Bedarfsverkehr.
| Linie | Betreiber        | Verlauf |
| ----- | ---------------- | --- |
| 773   | RVK              | MiKE: Mechernich Bf – Kommern Freilichtmuseum |
| 808   | RVK              | Euskirchen Bf – Euenheim – Wißkirchen – Obergartzem – Firmenich – Schaven – Kommern – (Kommern-Süd –) Mechernich Stiftsweg – Mechernich Bf (– Roggendorf – Denrath – Kalenberg – Wallenthal – Wallenthalerhöhe – Kall Bf) |
| 809   | RVK              | MiKE (außer im Schülerverkehr): (Euskirchen – Billig – Kreuzweingarten) Antweiler – Wachendorf – Lessenich – Rißdorf – Lessenich – Satzvey Bf – Katzvey – (Kommern-Süd – Kommern –) Mechernich Stiftsweg – Mechernich Bf  |
| 811   | RVK              | MiKE: Mechernich Bf – Mechernich Stiftsweg – Kommern – Gehn – (Virnich –) Schwerfen – Bürvenich – Eppenich – Langendorf – Juntersdorf – Zülpich Frankengraben – Zülpich Bf                                                |
| 826   | Kreis EU/Schäfer | MiKE (außer im Schülerverkehr): Kalenberg / (Kall Bf – Keldenich – Dottel) – Kallmuth – Lorbach – Bergheim – (Vollem ← Vussem ← Breitenbenden ←) Mechernich Stiftsweg – Mechernich Bf                                     |
| 827   | Schäfer          | Zingsheim – Weyer – Dreimühlen – Eiserfey – Vollem – Urfey – Kallmuth – Lorbach – Bergheim – (Holzheim → Harzheim →) Vussem – Breitenbenden – Mechernich Stiftsweg – Mechernich Bf                                        |
| 830   | RVK              | MiKE (außer im Schülerverkehr): (Zingsheim –) Weyer – Dreimühlen – Eiserfey – (Urfey – Vollem –) Vussem – Breitenbenden – Mechernich Stiftsweg – Mechernich Bf                                                            |
| 867   | Schäfer          | Satzvey – Antweiler – Wachendorf – Lessenich – Rißdorf – Weiler am Berge – Holzheim – Harzheim – (Eiserfey – Vussem – Breitenbenden –) Mechernich Stiftsweg – Mechernich Bf                                               |
| 868   | Schäfer          | Satzvey – Obergartzem – Firmenich – (Kommern – Katzvey) / (Schaven – Gehn) – Mechernich Bf → Mechernich Feytal |
| 887   | RVK              | MiKE: Bad Münstereifel Bf – Bad Münstereifel Gewerbegeb./Ärtzeh. – Iversheim Bf – Eschweiler – Weiler am Berge – Harzheim – Holzheim – Mechernich Stiftsweg – Mechernich Bf                                               |
| 888   | RVK              | MiKE: Mechernich Stiftsweg – Mechernich Bf – Roggendorf – Hostel – Glehn – Eicks – Floisdorf – Berg – Floisdorf – Eicks – Kommern                                                                                         |
| 893   | Schäfer          | Kommern – Kommern-Süd – Katzvey – (Burgfey –) Mechernich Stiftsweg → Mechernich Bf (→ Roggendorf → Denrath → Strempt → Mechernich Bf)                                                                                     |
| 896   | Schäfer          | Berg – Floisdorf – Eicks – Glehn – Hostel – (Denrath – Schützendorf – Lückerath – Roggendorf –) Mechernich Bf → Mechernich Feytal                                                                                         |
| 897   | Kreis EU/Schäfer | MiKE (außer im Schülerverkehr): (Roggendorf – Denrath – Wallenthal –) Voißel – Wielspütz – Bergbuir – Bleibuir – Bescheid – Lückerath – Schützendorf – (Denrath –) Strempt – Mechernich Bf – Mechernich Stiftsweg         |
| 898   | Schäfer          | Wallenthal ← Scheven ← Kalenberg – (Scheven → Wallenthal →) / (→ Strempt → Lückerath) – Denrath – Roggendorf – Mechernich Bf → Mechernich Feytal                                                                          |

## Zukunft
Im Zuge des Ausbaus der S-Bahn Köln soll auch die Eifelstrecke und somit auch der Bahnhof Mechernich elektrifiziert und S-Bahnhof werden. Die neue Linie S 15 wird die heutigen Linien RB 24 und RB 25 ersetzen. Ursprünglich sollte aufgrund fahrplantechnischer Zwänge der Halt in Mechernich sowie der Halt in Weilerswist beim RE 12 und RE 22 ausgelassen werden (Planfall 4). Aufgrund der Fahrgastzahlen wurde diese Planung jedoch verworfen, ein Halt in Mechernich ist daher auch in Zukunft vorgesehen (Planfall 6).